# Enquête à l'italienne
Ne doit pas être confondu avec Enquêtes à l'italienne.
Pour plus de détails, voir Fiche technique et Distribution.
Enquête à l'italienne (titre original : Doppio delitto) est un film franco-italien réalisé par Steno et sorti en 1977.

## Synopsis
Le commissaire de police Baldassare, assisté d’un homme politique, est chargé d’enquêter sur le mystérieux décès d’un prince dans un immeuble ancien.

## Fiche technique
- Titre : Enquête à l'italienne
- Titre d'origine : Doppio delitto
- Réalisateur : Steno
- Scénaristes : Steno, Furio Scarpelli, Agenore Incrocci d'après le roman de Ugo Moretti Doppia morte al Governo Vecchio
- Musique : Riz Ortolani
- Directeur de la photographie : Luigi Kuveiller
- Costumes : Mario Ambrosino
- Montage : Antonio Siciliano, Jim Bryan
- Pays d'origine :  Italie,  France
- Langue de tournage : italien
- Producteur : Roberto Infascelli
- Sociétés de production : PECF (France), Primex (Italie)
- Format : couleur par Eastmancolor — monophonique — 35 mm
- Genre : film policier
- Durée : 108 min
- Sortie : 23 décembre 1977 en  Italie

## Distribution
- Marcello Mastroianni (VF : Jean-Claude Michel) : Bruno Baldassare
- Agostina Belli : Teresa
- Ursula Andress : la princesse
- Peter Ustinov (VF : Raoul Delfosse) : Hellman
- Jean-Claude Brialy : Van Nijlen
- Mario Scaccia
- Gianfranco Barra
- Serge Frederic